# Чёрная книга капитализма
Чёрная книга капитализма (Le Livre Noir du Capitalisme, The Black Book of Capitalism) — французская книга, опубликованная в 1998 году как ответ на работу «Чёрная книга коммунизма». Представленные темы охватывают историческую ретроспективу от работорговли в Африке и до финансовой глобализации
.

## Сюжет
Набросок собственно списка преступлений приведён в приложении. Он включает в себя 58 миллионов жертв Первой и Второй мировых войн, а также этнических конфликтов, голода и пр. Называется общая цифра около 100 миллионов.
Редактор Жиль Перро (фр. Gilles Perrault), авторы — историки, социологи, экономисты, главы профсоюзов, писатели.

## Переводы
Переведена на итальянский и чешский.